# コナー・オトゥール
コナー・ニール・和希・オトゥール（Connor Neil Kazuki O'Toole, 1997年7月4日 - ）は、オーストラリア・シドニー出身のサッカー選手。Aリーグ・シドニー・オリンピックFC所属。

## 経歴
1997年、シドニーで日本人の母とイングランド系アイルランド人の父との間に生まれる。10歳まではラグビーとサッカーを両立していたが、ラグビーで膝を負傷しプレーを断念、キャリアをサッカー1本に絞った。

## 人物
1歳年下で同じ日系オーストラリア人のジョー・カレッティとは同じシドニー出身ということもあり8歳の頃から知り合いである。

## タイトル
オーストラリア代表
- AFC U-19選手権:2016